# Challenge League de l'AFC 2025-2026
Navigation
Édition précédente Édition suivante
La Challenge League de l'AFC 2025-2026 est la 2e édition de la compétition inter-clubs asiatiques de football de troisième niveau.
Cette compétition organisée par l'AFC oppose des clubs asiatiques qui se sont illustrés dans leurs championnats respectifs la saison précédente.
Le vainqueur de la Challenge League se qualifie pour la phase de groupe de la Ligue des champions 2 de l'AFC 2026-2027.

## Format
La compétition est composée de 29 équipes faisant partie des nations classées au delà de la 9e place de chaque zone régionale les mieux classées au Classement des compétitions de clubs de l'AFC, plus trois équipes issus de la Ligue des champions 2 de l'AFC 2025-2026.
La phase de groupe de la compétition est composés de 3 groupes de 4 équipes pour la Région Ouest et de 2 groupes de 4 équipes pour la Région Est, et d'une phase finale répartie par zone régionale jusqu'à la finale.

## Participants
29 équipes provenant de 17 à 23 associations membres de l'AFC peuvent participer à la Challenge League 2025‑2026.
D'après le Classement des compétitions de clubs de l'AFC 2024, une liste définit d’abord le nombre de clubs qu’une association a droit d’envoyer, :
- Les perdants des tours préliminaires de Ligue des champions 2 de l'AFC 2025-2026 sont qualifiés en phase de groupes ;
- Les associations aux places 11 à 13 de la zone Ouest envoient un clubs en phase de ligue ;
- Les associations au-delà de la place 11 incluse de la zone Est envoient un club en tour préliminaire ;
- Les associations au-delà de la place 14 incluse de la zone Ouest envoient un club en tour préliminaire.

### Région de l'Ouest
| Turkménistan (Rang AFC W11 - 20,217 pts)                 | Turkménistan (Rang AFC W11 - 20,217 pts) | Oman (Rang AFC W12 - 20,048 pts)   | Oman (Rang AFC W12 - 20,048 pts)   |
| -------------------------------------------------------- | ---------------------------------------- | ---------------------------------- | ---------------------------------- |
| 3e du Championnat 2024                                   | FK Altyn Asyr                            | Vainqueur Coupe 2024-2025          | Al-Shabab SC                       |
| Liban (Rang AFC W13 - 18,711 pts)                        | Liban (Rang AFC W13 - 18,711 pts)        | Koweït (Rang AFC W14 - 17,818 pts) | Koweït (Rang AFC W14 - 17,818 pts) |
| Champion 2024-2025                                       | Al Ansar FC                              | Champion 2024-2025                 | Koweït SC                          |
| 2e du Championnat 2024-2025,                             | Safa SC                                  |                                    |                                    |
| Repéché des tours préliminaires de Ligue des champions 2 |                                          |                                    |                                    |
| Repéché du Tour préliminaire                             | Repéché du Tour préliminaire             | Regar-TadAZ Tursunzoda             | Regar-TadAZ Tursunzoda             |
| Repéché du Tour préliminaire                             | Repéché du Tour préliminaire             | Al-Seeb SC                         |                                    |

| Koweït (Rang AFC W14 - 17,818 pts)   | Koweït (Rang AFC W14 - 17,818 pts)   | Bangladesh (Rang AFC W15 - 17,125 pts)   | Bangladesh (Rang AFC W15 - 17,125 pts)   |
| ------------------------------------ | ------------------------------------ | ---------------------------------------- | ---------------------------------------- |
| 2e du Championnat 2024-2025,         | Al Arabi SC                          | 2e du Championnat 2024-2025,             | Abahani Limited Dhaka                    |
|                                      |                                      | Vainqueur Coupe 2024-2025,               | Bashundhara Kings                        |
| Syrie (Rang AFC W16 - 15,972 pts)    | Syrie (Rang AFC W16 - 15,972 pts)    | Kirghizistan (Rang AFC W17 - 15,500 pts) | Kirghizistan (Rang AFC W17 - 15,500 pts) |
| 2e du Championnat 2024-2025          | Al-Karamah SC                        | Champion 2024                            | Abdish-Ata Kant                          |
| 3e du Championnat 2024-2025,         | Hutteen SC                           | Vainqueur Coupe 2024                     | FC Muras United                          |
| Maldives (Rang AFC W18 - 10,490 pts) | Maldives (Rang AFC W18 - 10,490 pts) | Palestine (Rang AFC W19 - 4,984 pts)     | Palestine (Rang AFC W19 - 4,984 pts)     |
| Aucune compétition en 2024           | Maziya SRC                           | Aucune compétition en 2024-2025          | Aucun qualifié                           |
| Népal (Rang AFC W20 - 0,917 pt)      | Népal (Rang AFC W20 - 0,917 pt)      | Sri Lanka (Rang AFC W21 - 0,555 pt)      | Sri Lanka (Rang AFC W21 - 0,555 pt)      |
| Aucune compétition en 2024-2025      | Clubs sans licence AFC               | Aucune compétition en 2024               | Clubs sans licence AFC                   |
| Bhoutan (Rang AFC W22 - 0,505 pt)    | Bhoutan (Rang AFC W22 - 0,505 pt)    | Afghanistan (Rang AFC W23 - 0,075 pt)    | Afghanistan (Rang AFC W23 - 0,075 pt)    |
| Champion 2024                        | Paro FC                              | Champion 2024                            | Abu Muslim FC                            |
| Pakistan (Rang AFC W24 - 0,000 pt)   | Pakistan (Rang AFC W24 - 0,000 pt)   | Yémen (Rang AFC W24 - 0,000 pt)          | Yémen (Rang AFC W24 - 0,000 pt)          |
| Aucune compétition en 2024-2025      | Clubs sans licence AFC               | Aucune compétition en 2024-2025          | Clubs sans licence AFC                   |

### Région de l'Est
| Indonésie (Rang AFC E11 - 14,816 pts)                    | Indonésie (Rang AFC E11 - 14,816 pts) | Corée du Nord (Rang AFC E12 - 13,923 pts) | Corée du Nord (Rang AFC E12 - 13,923 pts) |
| -------------------------------------------------------- | ------------------------------------- | ----------------------------------------- | ----------------------------------------- |
| 2e du Championnat 2024-2025                              | Dewa United FC                        | 2e du Championnat 2024-2025               | Clubs sans licence AFC                    |
| Cambodge (Rang AFC E13 - 10,375 pts)                     | Cambodge (Rang AFC E13 - 10,375 pts)  | Myanmar (Rang AFC E14 - 7,581 pts)        | Myanmar (Rang AFC E14 - 7,581 pts)        |
| Champion 2024-2025                                       | Preah Khan Reach FC                   | Champion 2024-2025                        | Shan United FC                            |
| Repéché des tours préliminaires de Ligue des champions 2 |                                       |                                           |                                           |
| Repéché du Tour préliminaire                             | Repéché du Tour préliminaire          | Manila Digger FC                          | Manila Digger FC                          |

| Cambodge (Rang AFC E13 - 10,375 pts)        | Cambodge (Rang AFC E13 - 10,375 pts)        | Myanmar (Rang AFC E14 - 7,581 pts)       | Myanmar (Rang AFC E14 - 7,581 pts)       |
| ------------------------------------------- | ------------------------------------------- | ---------------------------------------- | ---------------------------------------- |
| Vainqueur Coupe 2024-2025,                  | Phnom Penh Crown                            | 2e du Championnat 2024-2025,             | Yangon United FC                         |
| Taipei (Rang AFC E15 - 6,978 pts)           | Taipei (Rang AFC E15 - 6,978 pts)           | Mongolie (Rang AFC E16 - 5,300 pt)       | Mongolie (Rang AFC E16 - 5,300 pt)       |
| Champion 2024                               | Taiwan Steel FC                             | Champion 2024-2025                       | SP Falcons                               |
| 2e du Championnat 2024,                     | Taichung Futuro FC                          | 2e du Championnat 2024-2025,             | Khangarid FC                             |
| Macao (Rang AFC E17 - 3,770 pts)            | Macao (Rang AFC E17 - 3,770 pts)            | Laos (Rang AFC E18 - 1,198 pts)          | Laos (Rang AFC E18 - 1,198 pts)          |
| Champion 2024                               | Clubs sans licence AFC                      | Champion 2024-2025                       | Ezra FC                                  |
| Brunei (Rang AFC E19 - 3,770 pts)           | Brunei (Rang AFC E19 - 3,770 pts)           | Guam (Rang AFC E20 - 0,100 pt)           | Guam (Rang AFC E20 - 0,100 pt)           |
| Champion 2024-2025                          | Kasuka FC                                   | Champion 2024                            | Clubs sans licence AFC                   |
| Mariannes du Nord (Rang AFC E20 - 0,000 pt) | Mariannes du Nord (Rang AFC E20 - 0,000 pt) | Timor oriental (Rang AFC E20 - 0,000 pt) | Timor oriental (Rang AFC E20 - 0,000 pt) |
| Champion 2024                               | Clubs sans licence AFC                      | Vainqueur Coupe 2024                     | Clubs sans licence AFC                   |

## Calendrier
| Nom                                | Tirage au sort  | Matchs simples                                      | Matchs simples                                      | Matchs simples                                      | Matchs simples                                      |
| ---------------------------------- | --------------- | --------------------------------------------------- | --------------------------------------------------- | --------------------------------------------------- | --------------------------------------------------- |
| Tours préliminaires (2025)         |                 |                                                     |                                                     |                                                     |                                                     |
| Tours préliminaires                | Aucun           | 12 août 2025                                        | 12 août 2025                                        | 12 août 2025                                        | 12 août 2025                                        |
| Phase de groupes (2025)            |                 |                                                     |                                                     |                                                     |                                                     |
| Journées 1 Journées 2 Journées 3   | 28 août 2025    | 25-26 octobre 28-29 octobre 31 octobre-1er novembre | 25-26 octobre 28-29 octobre 31 octobre-1er novembre | 25-26 octobre 28-29 octobre 31 octobre-1er novembre | 25-26 octobre 28-29 octobre 31 octobre-1er novembre |
| Nom                                | Tirage au sort  | Zone Ouest                                          | Zone Ouest                                          | Zone Est                                            | Zone Est                                            |
| Nom                                | Tirage au sort  | Date aller                                          | Date retour                                         | Date aller                                          | Date retour                                         |
| Phase à élimination directe (2026) |                 |                                                     |                                                     |                                                     |                                                     |
| Quarts de finale                   | 19 février 2026 | 4 mars                                              | 11 mars                                             | 5 mars                                              | 12 mars                                             |
| Demi-finale                        | 19 février 2026 | 7 avril                                             | 15 avril                                            | 9 avril                                             | 16 avril                                            |
| Finale                             | 19 février 2026 | 9 mai 2026                                          | 9 mai 2026                                          | 9 mai 2026                                          | 9 mai 2026                                          |

## Tours préliminaires
Ce tour concerne les équipes issue des associations classées au delà de la 16e place du classement AFC de la zone Ouest et au delà de la 13e place du classement AFC de la zone Est. Les vainqueurs de ce tour se qualifient pour la phase de groupes.
| Équipe 1              | Résultat          | Équipe 2           |
| Région de l'Ouest     | Région de l'Ouest | Région de l'Ouest  |
| --------------------- | ----------------- | ------------------ |
| Abahani Limited Dhaka | 0 - 2             | FC Muras United    |
| Al-Karamah SC         | 0 - 1             | Bashundhara Kings  |
| Abdish-Ata Kant       | 5 - 2             | Hutteen SC         |
| Maziya SRC            | 0 - 4             | Al Arabi SC        |
| Paro FC               | 1 - 0             | Abu Muslim FC      |
| Région de l'Est       |                   |                    |
| Tainan City FC        | 4 - 1             | Khangarid FC       |
| SP Falcons            | 3 - 1             | Taichung Futuro FC |
| Yangon United FC      | 1 - 1 Tab : 3 - 5 | Ezra FC            |
| Kasuka FC             | 0 - 6             | Phnom Penh Crown   |

## Phase de groupes

### Format et tirage au sort
Le tirage au sort a lieu au siège de l'AFC à Kuala Lumpur. Les vingt équipes (12 Région de l'Ouest et 8 Région de l'Est) participantes sont placées dans quatre chapeaux au sein de leur région, sur la base des règles suivantes :
- les équipes repêchées des tours préliminaires de Ligue des champions 2 2025-2026 sont placé dans le premier chapeau.
- les chapeaux sont complétés dans l'ordre du classement des compétitions de clubs de l'AFC.
- les équipes issues des tours préliminaires, sont placé dans le chapeau 4.
- il faut noter que lors du tirage au sort, il est impossible pour deux équipes d'une même association de se rencontrer dans un groupe.

#### Pot du tirage au sort
| Chapeau 1              | Chapeau 2      | Chapeau 3         | Chapeau 4       |
| ---------------------- | -------------- | ----------------- | --------------- |
| Regar-TadAZ Tursunzoda | Al-Shabab SC   | Safa SC           | Abdish-Ata Kant |
| Al-Seeb SC Ch          | Al Ansar FC Ch | Al Arabi SC       | FC Muras United |
| FK Altyn Asyr          | Koweït SC Ch   | Bashundhara Kings | Paro FC         |

| Chapeau 1              | Chapeau 2         | Chapeau 3        | Chapeau 4  |
| ---------------------- | ----------------- | ---------------- | ---------- |
| Manila Digger FC       | Shan United FC Ch | Phnom Penh Crown | SP Falcons |
| Preah Khan Reach FC Ch | Dewa United FC    | Tainan City FC   | Ezra FC    |

### Critères de départage
Selon l'article 10.5 du règlement de la compétition, en cas d’égalité de points de plusieurs équipes à l'issue des matches de groupe, les critères suivants sont appliqués dans l'ordre indiqué pour établir leur classement :
1. plus grand nombre de points obtenus dans les matches de groupe disputés entre les équipes concernées ;
2. meilleure différence de buts dans les matches du groupe disputés entre les équipes concernées ;
3. plus grand nombre de buts marqués dans les matches du groupe disputés entre les équipes concernées ;
4. plus grand nombre de buts marqués à l’extérieur dans les matches du groupe disputés entre les équipes concernées ;
5. si, après l’application des critères 1 à 4, plusieurs équipes sont toujours à égalité, les critères 1 à 4 sont à nouveau appliqués exclusivement aux matches entre les équipes concernées afin de déterminer leur classement final. Si cette procédure ne donne pas de résultat, les critères 6 à 12 s’appliquent ;
6. meilleure différence de buts dans tous les matches du groupe ;
7. plus grand nombre de buts marqués dans tous les matches du groupe ;
8. tirs au but, si deux équipes seulement sont impliquées et qu'elles se sont rencontrés au dernier tour du groupe ;
9. plus faible total de points disciplinaires sur la base uniquement des cartons jaunes et des cartons rouges reçus durant tous les matches du groupe, (expulsion pour deux cartons jaunes au cours d'un match = 3 points) ;
10. meilleur classement de la fédération à laquelle appartient l'équipe.

### Classements et Résultats
| Légende des classements - Qualifié pour les quarts de finale - En ballotage de meilleur deuxième | 0 | Légende des résultats - Victoire à domicile - Match nul - Victoire à l'extérieur |

#### Région de l'Ouest

##### Groupe A
| Rang | Équipe | Pts | J | G | N | P | Bp | Bc | Diff |  | Résultats (▼ dom., ► ext.) |  |   |   |   |
| ---- | ------ | --- | - | - | - | - | -- | -- | ---- |  | -------------------------- |  | - | - | - |
| 1    |        | 0   | 0 | 0 | 0 | 0 | 0  | 0  | 0    |  |                            |  | - | - | - |
| 2    |        | 0   | 0 | 0 | 0 | 0 | 0  | 0  | 0    |  |                            |  |   | - | - |
| 3    |        | 0   | 0 | 0 | 0 | 0 | 0  | 0  | 0    |  |                            |  |   |   | - |
| 4    |        | 0   | 0 | 0 | 0 | 0 | 0  | 0  | 0    |  |                            |  |   |   |   |

##### Groupe B
| Rang | Équipe | Pts | J | G | N | P | Bp | Bc | Diff |  | Résultats (▼ dom., ► ext.) |  |   |   |   |
| ---- | ------ | --- | - | - | - | - | -- | -- | ---- |  | -------------------------- |  | - | - | - |
| 1    |        | 0   | 0 | 0 | 0 | 0 | 0  | 0  | 0    |  |                            |  | - | - | - |
| 2    |        | 0   | 0 | 0 | 0 | 0 | 0  | 0  | 0    |  |                            |  |   | - | - |
| 3    |        | 0   | 0 | 0 | 0 | 0 | 0  | 0  | 0    |  |                            |  |   |   | - |
| 4    |        | 0   | 0 | 0 | 0 | 0 | 0  | 0  | 0    |  |                            |  |   |   |   |

##### Groupe C
| Rang | Équipe | Pts | J | G | N | P | Bp | Bc | Diff |  | Résultats (▼ dom., ► ext.) |  |   |   |   |
| ---- | ------ | --- | - | - | - | - | -- | -- | ---- |  | -------------------------- |  | - | - | - |
| 1    |        | 0   | 0 | 0 | 0 | 0 | 0  | 0  | 0    |  |                            |  | - | - | - |
| 2    |        | 0   | 0 | 0 | 0 | 0 | 0  | 0  | 0    |  |                            |  |   | - | - |
| 3    |        | 0   | 0 | 0 | 0 | 0 | 0  | 0  | 0    |  |                            |  |   |   | - |
| 4    |        | 0   | 0 | 0 | 0 | 0 | 0  | 0  | 0    |  |                            |  |   |   |   |

##### Classement du meilleur deuxième
Le meilleur deuxième des trois groupes de la région de l'Ouest est qualifié en quart de finale.
| Rang | Équipe | Pts | J | G | N | P | Bp | Bc | Diff |
| ---- | ------ | --- | - | - | - | - | -- | -- | ---- |
| 1    |        | 0   | 0 | 0 | 0 | 0 | 0  | 0  | 0    |
| 2    |        | 0   | 0 | 0 | 0 | 0 | 0  | 0  | 0    |
| 3    |        | 0   | 0 | 0 | 0 | 0 | 0  | 0  | 0    |

#### Région de l'Est

##### Groupe D
| Rang | Équipe | Pts | J | G | N | P | Bp | Bc | Diff |  | Résultats (▼ dom., ► ext.) |  |   |   |   |
| ---- | ------ | --- | - | - | - | - | -- | -- | ---- |  | -------------------------- |  | - | - | - |
| 1    |        | 0   | 0 | 0 | 0 | 0 | 0  | 0  | 0    |  |                            |  | - | - | - |
| 2    |        | 0   | 0 | 0 | 0 | 0 | 0  | 0  | 0    |  |                            |  |   | - | - |
| 3    |        | 0   | 0 | 0 | 0 | 0 | 0  | 0  | 0    |  |                            |  |   |   | - |
| 4    |        | 0   | 0 | 0 | 0 | 0 | 0  | 0  | 0    |  |                            |  |   |   |   |

##### Groupe E
| Rang | Équipe | Pts | J | G | N | P | Bp | Bc | Diff |  | Résultats (▼ dom., ► ext.) |  |   |   |   |
| ---- | ------ | --- | - | - | - | - | -- | -- | ---- |  | -------------------------- |  | - | - | - |
| 1    |        | 0   | 0 | 0 | 0 | 0 | 0  | 0  | 0    |  |                            |  | - | - | - |
| 2    |        | 0   | 0 | 0 | 0 | 0 | 0  | 0  | 0    |  |                            |  |   | - | - |
| 3    |        | 0   | 0 | 0 | 0 | 0 | 0  | 0  | 0    |  |                            |  |   |   | - |
| 4    |        | 0   | 0 | 0 | 0 | 0 | 0  | 0  | 0    |  |                            |  |   |   |   |

## Phase à élimination directe

### Quarts de finale
| Équipe            | Aller             | Total             | Retour            | Équipe            |
| Région de l'Ouest | Région de l'Ouest | Région de l'Ouest | Région de l'Ouest | Région de l'Ouest |
| ----------------- | ----------------- | ----------------- | ----------------- | ----------------- |
|                   | -                 | -                 | -                 |                   |
|                   | -                 | -                 | -                 |                   |
| Région de l'Est   |                   |                   |                   |                   |
|                   | -                 | -                 | -                 |                   |
|                   | -                 | -                 | -                 |                   |

### Demi-finales
| Équipe            | Aller             | Total             | Retour            | Équipe            |
| Région de l'Ouest | Région de l'Ouest | Région de l'Ouest | Région de l'Ouest | Région de l'Ouest |
| ----------------- | ----------------- | ----------------- | ----------------- | ----------------- |
|                   | -                 | -                 | -                 |                   |
| Région de l'Est   |                   |                   |                   |                   |
|                   | -                 | -                 | -                 |                   |

### Finale
| Équipe | Score | Équipe |
| ------ | ----- | ------ |
|        | -     |        |

### Tableau final
|  | Quarts de finale | Quarts de finale | Quarts de finale | Quarts de finale |   |   | Demi-finales | Demi-finales | Demi-finales | Demi-finales |  |  | Finale | Finale | Finale | Finale |
|  |                  |                  |                  |                  |   |   |              |              |              |              |  |  |        |        |        |        |
|  |                  |                  |                  |                  |   |   |              |              |              |              |  |  |        |        |        |        |
|  |                  |                  |                  |                  |   |   |              |              |              |              |  |  |        |        |        |        |
|  |                  |                  | 0                | 0                |   |   |              |              |              |              |  |  |        |        |        |        |
|  |                  |                  | 0                | 0                |   |   |              |              |              |              |  |  |        |        |        |        |
|  |                  |                  | 0                | 0                |   |   |              |              |              |              |  |  |        |        |        |        |
|  |                  |                  | 0                | 0                | 0 | 0 |              |              |              |              |  |  |        |        |        |        |
|  |                  |                  |                  |                  | 0 | 0 |              |              |              |              |  |  |        |        |        |        |
|  |                  |                  |                  |                  | 0 | 0 |              |              |              |              |  |  |        |        |        |        |
|  |                  |                  | 0                | 0                | 0 | 0 |              |              |              |              |  |  |        |        |        |        |
|  |                  |                  |                  |                  |   |   |              |              |              |              |  |  |        |        |        |        |
|  |                  |                  | 0                | 0                |   |   |              |              |              |              |  |  |        |        |        |        |
|  |                  |                  | 0                | 0                | 0 |   |              |              |              |              |  |  |        |        |        |        |
|  |                  |                  |                  |                  |   |   |              |              |              |              |  |  |        |        |        |        |
|  |                  |                  |                  |                  | 0 |   |              |              |              |              |  |  |        |        |        |        |
|  |                  |                  | 0                | 0                |   |   |              |              |              |              |  |  |        |        |        |        |
|  |                  |                  | 0                | 0                |   |   |              |              |              |              |  |  |        |        |        |        |
|  |                  |                  | 0                | 0                |   |   |              |              |              |              |  |  |        |        |        |        |
|  |                  |                  | 0                | 0                | 0 | 0 |              |              |              |              |  |  |        |        |        |        |
|  |                  |                  |                  |                  | 0 | 0 |              |              |              |              |  |  |        |        |        |        |
|  |                  |                  |                  |                  | 0 | 0 |              |              |              |              |  |  |        |        |        |        |
|  |                  |                  | 0                | 0                | 0 | 0 |              |              |              |              |  |  |        |        |        |        |
|  |                  |                  |                  |                  |   |   |              |              |              |              |  |  |        |        |        |        |
|  |                  |                  | 0                | 0                |   |   |              |              |              |              |  |  |        |        |        |        |
|  |                  |                  |                  |                  |   |   |              |              |              |              |  |  |        |        |        |        |
|  |                  |                  |                  |                  |   |   |              |              |              |              |  |  |        |        |        |        |

## Nombre d'équipes par association et par tour
L'ordre des fédérations est établi suivant le Classement des compétitions de clubs de l'AFC.

### Région Ouest
| Association  |       | Barrages                                  | +          | Phase de groupes                  | Quarts de finale | Demi-finales | Finale |
| ------------ | ----- | ----------------------------------------- | ---------- | --------------------------------- | ---------------- | ------------ | ------ |
| Tadjikistan  |       |                                           | +1 (1 LC2) | 1 Regar-TadAZ Tursunzoda          |                  |              |        |
| Turkménistan |       |                                           | +1         | 1 FK Altyn Asyr                   |                  |              |        |
| Oman         |       |                                           | +2 (1 LC2) | 2 Al-Shabab SC Al-Seeb SC         |                  |              |        |
| Liban        |       |                                           | +2         | 2 Al Ansar FC Safa SC             |                  |              |        |
| Koweït       |       | 1 Al Arabi SC                             | +1         | 2 Koweït SC Al Arabi SC           |                  |              |        |
| Bangladesh   |       | 2 Abahani Limited Dhaka Bashundhara Kings |            | 1 Bashundhara Kings               |                  |              |        |
| Syrie        |       | 2 Al-Karamah SC Hutteen SC                |            |                                   |                  |              |        |
| Kirghizistan |       | 2 Abdish-Ata Kant FC Muras United         |            | 2 Abdish-Ata Kant FC Muras United |                  |              |        |
| Maldives     |       | 1 Maziya SRC                              |            |                                   |                  |              |        |
| Bhoutan      |       | 1 Paro FC                                 |            | 1 Paro FC                         |                  |              |        |
| Afghanistan  |       | 1 Abu Muslim FC                           |            |                                   |                  |              |        |
| Total        | Total | 10                                        | +7         | 12                                | 4                | 2            | 1      |

### Zone Est
| Association    |       | Barrages                            | +          | Phase de groupes                       | Quarts de finale | Demi-finales | Finale |
| -------------- | ----- | ----------------------------------- | ---------- | -------------------------------------- | ---------------- | ------------ | ------ |
| Philipinnes    |       |                                     | +1 (1 LC2) | 1 Manila Digger FC                     |                  |              |        |
| Indonésie      |       |                                     | +1         | 1 Dewa United FC                       |                  |              |        |
| Cambodge       |       | 1 Phnom Penh Crown                  | +1         | 2 Preah Khan Reach FC Phnom Penh Crown |                  |              |        |
| Myanmar        |       | 1 Yangon United FC                  | +1         | 1 Shan United                          |                  |              |        |
| Taipei chinois |       | 2 Tainan City FC Taichung Futuro FC |            | 1 Tainan City FC                       |                  |              |        |
| Mongolie       |       | 2 SP Falcons Khangarid FC           |            | 1 SP Falcons                           |                  |              |        |
| Laos           |       | 1 Ezra FC                           |            | 1 Ezra FC                              |                  |              |        |
| Bruneï         |       | 1 Kasuka FC                         |            |                                        |                  |              |        |
| Total          | Total | 8                                   | +4         | 8                                      | 4                | 2            | 1      |